# Toshio Masuda (compositeur)
Pour les articles homonymes, voir Toshio Masuda.
Toshio Masuda (増田 俊郎, Masuda Toshio) est un artiste-compositeur japonais né le 28 octobre 1959 à Tōkyō. Compositeur pour des programmes de variété et pour des jeux vidéo, il est surtout connu (en Occident du moins) pour ses compositions de musiques d'anime.

## Biographie
Dès son plus jeune âge, son père l'introduit à la musique en lui faisant découvrir une multitude de genre : la musique africaine, le jazz, la pop, la musique classique, etc. Au collège, il se passionne pour le synthétiseur puis apprend en autodidacte à jouer du piano et de la batterie.
Après ses études, il entame une carrière de musicien de scène et de studio avec le trio féminin de J-Pop Candies en tant que claviériste. Il travaille par la suite avec de nombreux autres artistes du même genre comme Yasuhiro Suzuki, Akiko Kobayashi, Miho Nakayama ou encore Kaho Shimada.
Il change de registre et compose de la musique pour la publicité, des jeux vidéo et pour des émissions télévisés et principalement des anime.
Masuda est peut-être mieux connu comme le compositeur de la série à succès Naruto (2002) où il a combiné beaucoup d'instruments traditionnels comme le shamisen et le shakuhachi avec la guitare, le tambour, la basse, le piano et d'autres instruments à clavier avec le chant. La bande sonore de Naruto Shippūden, la suite de Naruto, n'a pas été composée par Masuda, mais par Yasuharu Takanashi.

## Travaux effectués

### Animation
- Fatal Fury: Legend of the Hungry Wolf (1992) (avec Toshihiko Sahashi)
- Hare Tokidoki Buta (1997-1998)
- Flint le Détective (1998-1999)
- Jubei-chan (1999)
- Excel Saga (1999)
- L'Autre Monde (1999-2000) (Op et End seulement)
- UFO Baby (2000-2002)
- Di Gi Charat (les quatre épisodes spéciaux et le premier film) (2000-2001)
- Hand Maid May (2000)
- Dotto! Koni-chan (2000)
- Animation Runner Kuromi (OAV) (2001-2003)
- Puni Puni Poemy (OAV) (2001)
- Mahoromatic (2001-2003)[2]
- Bleu indigo (2002-2003)
- Naruto (2002-2007) (avec le Musashi Project)
- Di Gi Charat Nyo! (2003-2004)
- Nanaka 6/17 (2003)
- Jubei-chan 2 (2004)
- Otogi-jushi Akazukin (OAV+ série TV) (2005-2007)
- Mushishi (2005-2006)[3]
- Ghost Hunt (2006-2007)
- Higepiyo (2009)
- Mon amie des ténèbres (2023)

### Programmes de variétés
- Downtown no Gottsu Ee Kanji (1991-1997)
- Rasuta tonneruzu 94 (1994)
- Ronboo Dragon (1998-2005)
- Downtown no Gaki no Tsukai ya Arahende!! (1989-en cours)